# Tudor Bugnariu
Tudor Bugnariu (n. 30 iunie 1909, Budapesta – d. 25 iunie 1988, București) a fost un sociolog și publicist român, politician comunist, membru corespondent (din 1955) al Academiei Române. Primar al municipiului Cluj-Napoca în perioada 1944 - 1945.

## Biografie
Filosof, comunist din ilegalitate, ginerele lui Lucian Blaga (căsătorit cu Dorli Blaga), a făcut carieră la Universitatea din Cluj. Prieten cu D. D. Roșca, tot filosof, traducătorul lui Hegel în limba română, și el profesor la aceeași universitate ca Bugnariu.
Este absolvent al facultății de litere și filozofie din Cluj și asistent suplinitor la catedra de limba și literatura veche română (1 sept.1932-1 iul.1933). Datorită activității sale de „stânga” (redactor al publicației „Alte zări”, membru în Comitetul Antifascist al tineretului din Cluj, etc.) este scos din învățământ. În 1940, a fost internat în lagărele de la Caracal și Someșeni, iar după 23 august 1944 a devenit primar al Clujului. 
În 1948 revine în învățământul universitar, la început ca asistent fără plată la catedra de sociologie (Arh.St.Cluj, Facultatea de litere, dos. 472/1947), apoi ca profesor, devenind succesiv decan, prorector și adjunct al ministrului învățământului (1956). Pentru scurtă vreme, în 1948, a fost consilier cultural la Belgrad. Din 1957 trece la catedra de filosofie a Universității din București, anterior fiind ales membru corespondent al Academiei (1955). A publicat îndeosebi studii de marxism, materialism dialectic și istorie.
Tudor Bugnariu fusese însurat cu Kató Balázs, o evreică maghiară. Familia acesteia fusese deportată la Auschwitz și mama, surorile și nepoatele ei muriseră în detenție. Kató, care, fiind măritată cu un creștin, nu fusese deportată, nu a suportat și s-a sinucis în 1945.
Tudor Bugnariu în 1957 s-a recăsătorit cu Dorli Blaga, fiica filosofului Lucian Blaga.

## Distincții
- Ordinul Muncii clasa a III-a (21 august 1954) „pentru merite deosebite pe tărîmul construcției de stat, economice, sociale și culturale, cu ocazia celei de a zecea aniversări a eliberării patriei noastre”[2]
- Medalia „40 de ani de la înființarea Partidului Comunist din Romînia” (6 mai 1961) „pentru activitate îndelungată în mișcarea muncitorească și merite în opera de construire a socialismului”[3]
- Ordinul „Steaua Republicii Socialiste România” clasa a II-a (4 mai 1971) „cu prilejul aniversării a 50 de ani de la constituirea Partidului Comunist Român, [...] pentru activitate îndelungată în mișcarea muncitorească și merite deosebite în opera de construire a socialismului”[4]
- Ordinul „Apărarea Patriei” clasa I (21 august 1979) „pentru contribuția deosebită adusă la înfăptuirea politicii Partidului Comunist Român de făurire a societății socialiste multilateral dezvoltate în patria noastră, cu prilejul celei de-a 35-a aniversări a revoluției de eliberare socială și națională, antifascistă și antiimperialistă”[5]